# Klaus Teuber
Klaus Teuber (Alemanha, 25 de junho de 1952 – 1 de abril de 2023) foi um designer de jogos de tabuleiro. Ganhou por quatro vezes o prêmio Spiel des Jahres, com os jogos Descobridores de Catan, Barbarossa, Drunter und Drüber e Adel Verpflichtet. Abandonou em 1999 a profissão de protético para se dedicar à criação de jogos.

## Jogos
- The Settlers of Catan (e suas muitas expansões, bem como a versão do videogame, Catan)
  - The Settlers of Canaan , uma versão legalmente licenciada e biblicamente orientada de Catan. Não está claro se Teuber ou outra pessoa desenvolveu esta edição.
- Löwenherz ou Domaine
- Entdecker
- Drunter und Drüber
- Adel Verpflichtet (var.: Hoity Toity , Hook or Crook , Fair Means or Foul )
- Barbarossa
- Timberland, um jogo de tabuleiro de estilo alemão baseado no gerenciamento de florestas.[2]
- Pop Belly Pigs[3]

## Morte
Teuber morreu em 1 de abril de 2023, aos setenta anos.